# Bethmännchen
I Bethmännchen o Frankfurter Bethmännchen sono un dolce natalizio tedesco, tipico di Francoforte sul Meno, in Germania.

## Il nome e le origini

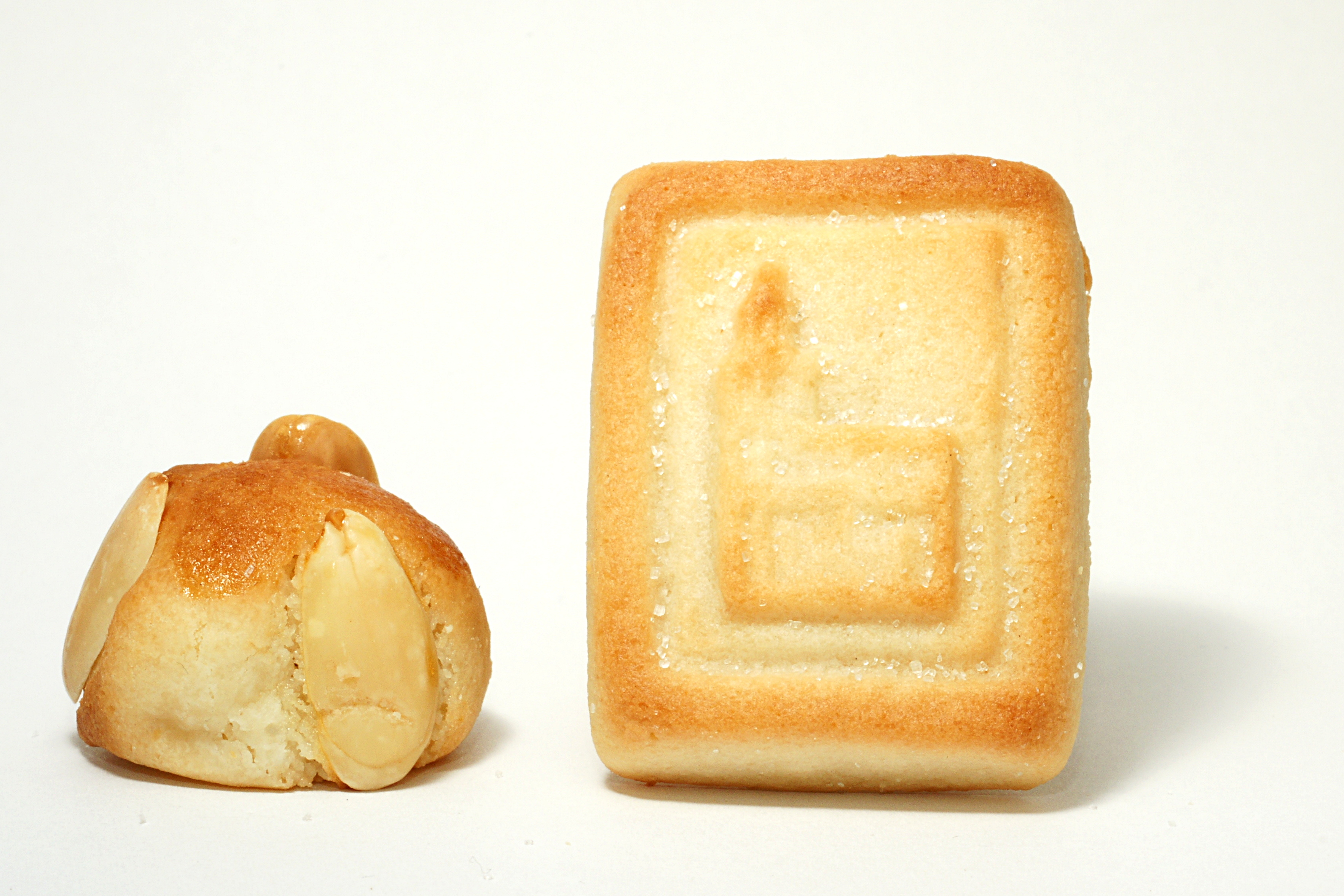
Un Bethmännchen (a sinistra) ed un Brenten.

Il nome Bethmännchen significa piccoli Bethmann. Leggenda vuole infatti che il dolce sia stato inventato nel 1838 dal cuoco della famiglia Bethmann, noti banchieri, in onore dei quattro figli. Quando uno di essi morì, il dolce, che inizialmente era decorato da quattro mezze mandorle, ne perse una, assumendo l'aspetto che ha tuttora.
In realtà risulta che la ricetta sia più antica, e l'origine del dolce è sconosciuta, anche se è probabile derivi da un altro biscotto diffuso a Francoforte, i Brenten.

## Descrizione e preparazione
Dei Bethmännchen esistono molte ricette, ma di base sono dei biscotti preparati con marzapane, zucchero a velo, giulebbe, e - in alcune ricette - albume o mandorle tritate. L'impasto viene suddiviso in piccole palline, che vengono spennellate col tuorlo e decorate con tre mezze mandorle, divise per la lunghezza, prima di essere infornati.